# Deubach (Gessertshausen)
Deubach (schwäbisch Daibach) ist ein Kirchdorf im schwäbischen Landkreis Augsburg. Seit der Gebietsreform vom 1. Mai 1978 ist Deubach einer der fünf Ortsteile der Gemeinde Gessertshausen.

## Lage
Deubach liegt auf einer Höhe von 481 m ü. NN. Zur Gemarkung gehört auch die Einöde Deubacher Mühle. Deubach liegt an der Schmutter.

## Geschichte
Erstmals wurde Deubach um 1070 als „Tudebach“ urkundlich erwähnt.
Das Augustinerchorherrenstift St. Georg und das Kollegiatstift St. Moritz aus Augsburg hatten in Deubach namhafte Güter. Während des Mittelalters befand sich jedoch der größere Teil des Dorfes im Besitz von Augsburger Patrizierfamilien. Der Reichsstädtische Augsburgerische Ratskonsulent Adam Zech erwarb 1579 die Güter von Deubach. Die Familie, die sich nach dem Gut Zech von Deybach nannte, bewohnte das mitten im Dorf gelegene Schloss.
Es war eine selbstständige Gemeinde und wurde im Zuge der Gebietsreform in Bayern am 1. Mai 1978 in die Gemeinde Gessertshausen eingemeindet.

## Sehenswürdigkeiten
Die katholische Filialkirche Sankt Gallus in Deubach gehört zur Pfarrei Sankt Martinus in Willishausen.

## Verkehr
Die Kreisstraße A 3 führt von der Kreisstraße A 5 über Rommelsried und Deubach nach Gessertshausen. In fußläufiger Entfernung (ca. 15 Minuten) ist der Bahnhof Gessertshausen erreichbar, gelegen an der Bahnstrecke Augsburg – Ulm. Die AVV-Buslinie 601 Gessertshausen – Augsburg bedient zwei Haltestellen in Deubach.

## Wappen
Das Wappen zeigt im roten Schildfuß eine von je einem sechsstrahligen goldenen Stern begleitete, eingeschweifte silberne Spitze. Darin ist ein sechsstrahliger goldener Stern und darüber in Gold ein aufrechter, rot gezungter schwarzer Bär dargestellt, der einen silbernen Baumstamm auf der linken Schulter trägt.

## Vereine
Durch die gemeinsame Pfarrgemeinde mit Willishausen sind mehrere Vereine mit den Orten Willishausen und Hausen ein Verein:
- Carnevals Club Deubach CCD-Deubachia e. V.
- Freiwillige Feuerwehr Deubach e. V.
- Kath. Frauenbund Anhausen/Willishausen
- Musikverein „Frisch Auf“ Willishausen-Deubach-Hausen e. V.
- Schützenverein „Freiherr von Zech“ Deubach e. V.
- Soldaten- und Kameradschaftsverein Deubach-Willishausen-Hausen e. V.
- Sportclub 69 Deubach

## Söhne und Töchter des Ortes
- Max Strehle (* 1946), Abgeordneter des Bayerischen Landtags (CSU), (1982–2013)